# Далибор Миленковић
Далибор Миленковић (Крушевац, 9. јануара 1987) бивши је српски фудбалски голман.

## Каријера
Након периода у млађим категоријама Црвене звезде, Миленковић се вратио у родни Крушевац, где је приступио редовима Напретка, лета 2005. године. Како у том периоду није био у првом плану, Напредак га је слао на позајмице Рудару из Алексиначког Рудника, Радничком из Ниша, те Колубари из Лазаревца. У сезони 2007/08. Миленковић је најчешће био резервиста, док је током читаве сезоне први избор пред голом Напретка био Бојан Шејић. Миленковић је свој дебитантски наступ за Напредак у Суперлиги Србије забележио у 15. колу такмичарске 2008/09, против екипе Војводине, 13. децембра 2009, код тренера Јовице Шкора. До краја исте сезоне, Миленковић је наступио укупно 7 пута. Након испадања клуба у нижи степен такмичења, Миленковић је следеће сезоне углавном био први чувар мреже крушевачког клуба у Првој лиги Србије. Током наредне две године, Миленковић је имао улогу резервисте Слободану Јанковићу, односно Немањи Крзнарићу. Са клубом је по окончању такмичарске 2012/13. освојио прво место на табели Прве лиге и изборио повратак у највиши степен фудбалског такмичења у Србији. У јуну 2014, Миленковић је обновио свој уговор са Напретком, који је пред крај прелазног рока исте године раскинуо и клуб напустио као слободан играч.

## Статистика

#### Клупска
Ажурирано 29. маја 2019.
| Клуб                     | Сезона   | Лига             | Лига | Лига | Куп | Куп | Укупно | Укупно |
| Клуб                     | Сезона   | Дивизија         |      | Гол  |     | Гол |        | Гол    |
| ------------------------ | -------- | ---------------- | ---- | ---- | --- | --- | ------ | ------ |
| Раднички Ниш (позајмица) | 2007/08. | Прва лига Србије | 23   | 0    | 0   | 0   | 23     | 0      |
| Напредак Крушевац        | 2008/09. | Суперлига Србије | 0    | 0    | 0   | 0   | 0      | 0      |
| Напредак Крушевац        | 2009/10. | Суперлига Србије | 7    | 0    | 0   | 0   | 7      | 0      |
| Напредак Крушевац        | 2010/11. | Прва лига Србије | 23   | 0    | 1   | 0   | 24     | 0      |
| Напредак Крушевац        | 2011/12. | Прва лига Србије | 4    | 0    | 0   | 0   | 4      | 0      |
| Напредак Крушевац        | 2012/13. | Прва лига Србије | 2    | 0    | 0   | 0   | 2      | 0      |
| Напредак Крушевац        | 2013/14. | Суперлига Србије | 7    | 0    | 0   | 0   | 7      | 0      |
| Напредак Крушевац        | 2014/15. | Суперлига Србије | 0    | 0    | 0   | 0   | 0      | 0      |
| Напредак Крушевац        | Укупно   | Укупно           | 43   | 0    | 1   | 0   | 44     | 0      |
| Каријера                 | Каријера | Каријера         | 66   | 0    | 1   | 0   | 67     | 0      |

## Трофеји и награде
Напредак Крушевац
- Прва лига Србије: 2012/13.[11]